# Metachrostis porphyrescens
Metachrostis porphyrescens is een vlinder uit de familie van de spinneruilen (Erebidae). De wetenschappelijke naam van deze soort is voor het eerst voorgesteld als Eublemma porphyrescens door George Francis Hampson in een publicatie uit 1914.
De soort komt voor in Nigeria.